# Dreiband-Europameisterschaft 2010

Logo CEB (ausrichtender Verband)

Veranstaltungsort:
St. Wendel

Die Dreiband-Europameisterschaft 2010 war das 67. Turnier in dieser Disziplin des Karambolagebillards und fand vom 24. bis zum 27. Juni 2010 in St. Wendel im Saarland statt. Es war die siebte Dreiband-EM in Deutschland.

## Geschichte
Die Gruppenphase dieser Europameisterschaft verlief ohne ganz große Überraschungen. Ab dem Achtelfinale, in dem jede Niederlage das Aus bedeutet, gab es einige äußerst knappe Entscheidungen. Die beste Partie des Achtelfinales lieferten der deutsche Meister Martin Horn gegen den besten Allrounder der Welt Frédéric Caudron ab. In einem spannenden 5-Satz Match gewann Horn im fünften Satz mit 15:14 in 7 Aufnahmen. Im Viertelfinale hatte er aber das Pech gegen den überragenden Spieler der Saison Dick Jaspers antreten zu müssen. Jaspers spielte gegen Horn das beste Match des Turniers. Jaspers beendete den ersten Satz in der zweiten Aufnahme mit einer Serie von 15 Points. Den zweiten Satz gewann er in einer Aufnahme mit 15:0. Im dritten Satz bekam Horn immerhin 14 Punkte mit und verlor damit aber glatt mit 0:3 Sätzen. Der Titelverteidiger Daniel Sánchez verlor nach 2:1 Satzführung noch mit 2:3 Sätzen gegen den Türken Tayfun Taşdemir. Beide Halbfinalpartien gingen über fünf Sätze, wobei Jaspers trotz des schlechteren Durchschnitts gegen Marco Zanetti gewann. Im Finale musste Jaspers all seine Klasse zeigen. Nach 1:2 Satzrückstand gewann er gegen den Belgier Eddy Merckx die Sätze vier und fünf in zwei und drei Aufnahmen und wurde am Ende hochverdienter neuer Europameister mit allen Turnierbestleistungen.

## Modus
Gespielt wurde das Turnier mit 32 Teilnehmern. In den Gruppenspielen wurde auf zwei Gewinnsätze à 15 Points gespielt. Ab dem Achtelfinale ging es um drei Gewinnsätze pro Spiel. Platz drei wurde nicht mehr ausgespielt.

## Gruppenphase
| MP    | Match Points (Sieger = 2; Unentschieden = 1; Verlierer = 0) |
| Pkte. | Erzielte Karambolagen                                       |
| Aufn. | Benötigte Versuche                                          |
| GD    | Generaldurchschnitt                                         |
| BED   | Bester Einzeldurchschnitt eines Spielers                    |
| HS    | Höchstserie                                                 |
|       | Bester GD des Turniers                                      |
|       | Bester ED des Turniers                                      |
|       | Beste HS des Turniers                                       |
|       | 1. Platz (Gold)                                             |
|       | 2. Platz (Silber)                                           |
|       | 3. Platz (Bronze)                                           |

| Abschlusstabelle Gruppe A | Abschlusstabelle Gruppe A | Abschlusstabelle Gruppe A | Abschlusstabelle Gruppe A | Abschlusstabelle Gruppe A | Abschlusstabelle Gruppe A | Abschlusstabelle Gruppe A | Abschlusstabelle Gruppe A | Abschlusstabelle Gruppe A |
| Platz                     | Name                      | MP                        | SV                        | Pkt.                      | Aufn.                     | GD                        | BED                       | HS                        |
| ------------------------- | ------------------------- | ------------------------- | ------------------------- | ------------------------- | ------------------------- | ------------------------- | ------------------------- | ------------------------- |
| 1                         | Daniel Sánchez            | 6                         | 6:0                       | 90                        | 47                        | 1,914                     | 2,142                     | 11                        |
| 2                         | Raimond Burgman           | 4                         | 4:2                       | 77                        | 56                        | 1,375                     | 1,764                     | 6                         |
| 3                         | Martin Bohac              | 2                         | 2:4                       | 53                        | 71                        | 0,746                     | 1,000                     | 6                         |
| 4                         | Arie Salomon              | 0                         | 0:6                       | 22                        | 58                        | 0,379                     | –                         | 3                         |

| Abschlusstabelle Gruppe B | Abschlusstabelle Gruppe B | Abschlusstabelle Gruppe B | Abschlusstabelle Gruppe B | Abschlusstabelle Gruppe B | Abschlusstabelle Gruppe B | Abschlusstabelle Gruppe B | Abschlusstabelle Gruppe B | Abschlusstabelle Gruppe B |
| Platz                     | Name                      | MP                        | SV                        | Pkt.                      | Aufn.                     | GD                        | BED                       | HS                        |
| ------------------------- | ------------------------- | ------------------------- | ------------------------- | ------------------------- | ------------------------- | ------------------------- | ------------------------- | ------------------------- |
| 1                         | Dick Jaspers              | 6                         | 6:1                       | 99                        | 47                        | 2,107                     | 2,727                     | 13                        |
| 2                         | Eddy Leppens              | 4                         | 4:2                       | 83                        | 38                        | 2,184                     | 3,000                     | 10                        |
| 3                         | Christian Rudolph         | 2                         | 3:5                       | 81                        | 71                        | 1,140                     | 1,048                     | 10                        |
| 4                         | Ari Fagerström            | 0                         | 1:6                       | 47                        | 65                        | 0,723                     | –                         | 5                         |

| Abschlusstabelle Gruppe C | Abschlusstabelle Gruppe C | Abschlusstabelle Gruppe C | Abschlusstabelle Gruppe C | Abschlusstabelle Gruppe C | Abschlusstabelle Gruppe C | Abschlusstabelle Gruppe C | Abschlusstabelle Gruppe C | Abschlusstabelle Gruppe C |
| Platz                     | Name                      | MP                        | SV                        | Pkt.                      | Aufn.                     | GD                        | BED                       | HS                        |
| ------------------------- | ------------------------- | ------------------------- | ------------------------- | ------------------------- | ------------------------- | ------------------------- | ------------------------- | ------------------------- |
| 1                         | Torbjörn Blomdahl         | 4                         | 5:3                       | 102                       | 74                        | 1,378                     | 1,578                     | 7                         |
| 2                         | Gerhard Kostistansky      | 4                         | 4:2                       | 69                        | 62                        | 1,112                     | 1,428                     | 7                         |
| 3                         | Adnan Yüksel              | 4                         | 4:4                       | 100                       | 75                        | 1,333                     | 1,826                     | 10                        |
| 4                         | Brian Zola Hansen         | 0                         | 2:6                       | 81                        | 82                        | 0,987                     | –                         | 4                         |

| Abschlusstabelle Gruppe D | Abschlusstabelle Gruppe D | Abschlusstabelle Gruppe D | Abschlusstabelle Gruppe D | Abschlusstabelle Gruppe D | Abschlusstabelle Gruppe D | Abschlusstabelle Gruppe D | Abschlusstabelle Gruppe D | Abschlusstabelle Gruppe D |
| Platz                     | Name                      | MP                        | SV                        | Pkt.                      | Aufn.                     | GD                        | BED                       | HS                        |
| ------------------------- | ------------------------- | ------------------------- | ------------------------- | ------------------------- | ------------------------- | ------------------------- | ------------------------- | ------------------------- |
| 1                         | Frédéric Caudron          | 6                         | 6:1                       | 104                       | 58                        | 1,793                     | 2,000                     | 11                        |
| 2                         | Javier Palazón            | 4                         | 5:2                       | 94                        | 55                        | 1,709                     | 2,727                     | 9                         |
| 3                         | Ihab El Messery           | 2                         | 2:4                       | 66                        | 54                        | 1,222                     | 1,153                     | 4                         |
| 4                         | Bálázs Léb                | 0                         | 0:6                       | 33                        | 58                        | 0,568                     | –                         | 3                         |

| Abschlusstabelle Gruppe E | Abschlusstabelle Gruppe E | Abschlusstabelle Gruppe E | Abschlusstabelle Gruppe E | Abschlusstabelle Gruppe E | Abschlusstabelle Gruppe E | Abschlusstabelle Gruppe E | Abschlusstabelle Gruppe E | Abschlusstabelle Gruppe E |
| Platz                     | Name                      | MP                        | SV                        | Pkt.                      | Aufn.                     | GD                        | BED                       | HS                        |
| ------------------------- | ------------------------- | ------------------------- | ------------------------- | ------------------------- | ------------------------- | ------------------------- | ------------------------- | ------------------------- |
| 1                         | Eddy Merckx               | 6                         | 6:0                       | 90                        | 60                        | 1,500                     | 2,000                     | 9                         |
| 2                         | Christakis Christoforou   | 4                         | 4:3                       | 94                        | 92                        | 1,021                     | 1,025                     | 5                         |
| 3                         | Jérémy Bury               | 2                         | 3:4                       | 83                        | 74                        | 1,121                     | 1,875                     | 13                        |
| 4                         | Paulo Andrade             | 0                         | 0:6                       | 50                        | 55                        | 0,909                     | –                         | 6                         |

| Abschlusstabelle Gruppe F | Abschlusstabelle Gruppe F | Abschlusstabelle Gruppe F | Abschlusstabelle Gruppe F | Abschlusstabelle Gruppe F | Abschlusstabelle Gruppe F | Abschlusstabelle Gruppe F | Abschlusstabelle Gruppe F | Abschlusstabelle Gruppe F |
| Platz                     | Name                      | MP                        | SV                        | Pkt.                      | Aufn.                     | GD                        | BED                       | HS                        |
| ------------------------- | ------------------------- | ------------------------- | ------------------------- | ------------------------- | ------------------------- | ------------------------- | ------------------------- | ------------------------- |
| 1                         | Filipos Kasidokostas      | 6                         | 6:1                       | 102                       | 70                        | 1,457                     | 2,142                     | 8                         |
| 2                         | Martin Horn               | 4                         | 5:3                       | 104                       | 82                        | 1,268                     | 1,428                     | 7                         |
| 3                         | Ramon Hamm                | 2                         | 2:5                       | 49                        | 80                        | 0,612                     | 0,808                     | 6                         |
| 4                         | Slobodan Soro             | 0                         | 2:6                       | 70                        | 103                       | 0,679                     | –                         | 5                         |

| Abschlusstabelle Gruppe G | Abschlusstabelle Gruppe G | Abschlusstabelle Gruppe G | Abschlusstabelle Gruppe G | Abschlusstabelle Gruppe G | Abschlusstabelle Gruppe G | Abschlusstabelle Gruppe G | Abschlusstabelle Gruppe G | Abschlusstabelle Gruppe G |
| Platz                     | Name                      | MP                        | SV                        | Pkt.                      | Aufn.                     | GD                        | BED                       | HS                        |
| ------------------------- | ------------------------- | ------------------------- | ------------------------- | ------------------------- | ------------------------- | ------------------------- | ------------------------- | ------------------------- |
| 1                         | Marco Zanetti             | 6                         | 6:0                       | 90                        | 39                        | 2,307                     | 2,727                     | 9                         |
| 2                         | Jozef Philipoom           | 4                         | 4:2                       | 73                        | 62                        | 1,177                     | 1,764                     | 8                         |
| 3                         | David Pennör              | 2                         | 2:4                       | 58                        | 79                        | 0,734                     | 0,882                     | 5                         |
| 4                         | Torsten Danielsson        | 0                         | 0:6                       | 45                        | 64                        | 0,703                     | –                         | 5                         |

| Abschlusstabelle Gruppe H | Abschlusstabelle Gruppe H | Abschlusstabelle Gruppe H | Abschlusstabelle Gruppe H | Abschlusstabelle Gruppe H | Abschlusstabelle Gruppe H | Abschlusstabelle Gruppe H | Abschlusstabelle Gruppe H | Abschlusstabelle Gruppe H |
| Platz                     | Name                      | MP                        | SV                        | Pkt.                      | Aufn.                     | GD                        | BED                       | HS                        |
| ------------------------- | ------------------------- | ------------------------- | ------------------------- | ------------------------- | ------------------------- | ------------------------- | ------------------------- | ------------------------- |
| 1                         | Tayfun Taşdemir           | 6                         | 6:2                       | 114                       | 93                        | 1,225                     | 1,791                     | 7                         |
| 2                         | Nikos Polychronopoulos    | 4                         | 4:2                       | 82                        | 65                        | 1,261                     | 1,363                     | 6                         |
| 3                         | Thorsten Frings           | 2                         | 3:4                       | 94                        | 86                        | 1,093                     | 1,578                     | 7                         |
| 4                         | Raúl Hernández            | 0                         | 1:6                       | 55                        | 62                        | 0,882                     | –                         | 4                         |

## Finalrunde
Im Folgenden ist der Turnierbaum der Finalrunde aufgelistet. Legende: SP/Pkte/Aufn/HS

|  | Achtelfinale            | Achtelfinale |                 |                 | Viertelfinale     | Viertelfinale |  |  | Halbfinale | Halbfinale |  |  | Finale | Finale |
|  |                         |              |                 |                 |                   |               |  |  |            |            |  |  |        |        |
|  |                         |              |                 |                 |                   |               |  |  |            |            |  |  |        |        |
|  | Christakis Christoforou | 1/40/30/6    |                 |                 |                   |               |  |  |            |            |  |  |        |        |
|  | Marco Zanetti           | 3/56/31/8    |                 |                 |                   |               |  |  |            |            |  |  |        |        |
|  | Marco Zanetti           | 3/56/31/8    | Marco Zanetti   | 3/45/26/7       |                   |               |  |  |            |            |  |  |        |        |
|  |                         |              | Marco Zanetti   | 3/45/26/7       |                   |               |  |  |            |            |  |  |        |        |
|  |                         |              |                 |                 | Torbjörn Blomdahl | 0/31/24/6     |  |  |            |            |  |  |        |        |
|  | Torbjörn Blomdahl       | 3/45/23/8    |                 |                 | Torbjörn Blomdahl | 0/31/24/6     |  |  |            |            |  |  |        |        |
|  | Torbjörn Blomdahl       | 3/45/23/8    |                 |                 |                   |               |  |  |            |            |  |  |        |        |
|  | Javier Palazón          | 0/27/21/6    |                 |                 |                   |               |  |  |            |            |  |  |        |        |
|  | Javier Palazón          | 0/27/21/6    | Marco Zanetti   | 2/64/31/11      |                   |               |  |  |            |            |  |  |        |        |
|  |                         |              | Marco Zanetti   | 2/64/31/11      |                   |               |  |  |            |            |  |  |        |        |
|  |                         |              |                 | Dick Jaspers    | 3/60/31/11        |               |  |  |            |            |  |  |        |        |
|  | Martin Horn             | 3/68/32/12   |                 | Dick Jaspers    | 3/60/31/11        |               |  |  |            |            |  |  |        |        |
|  | Martin Horn             | 3/68/32/12   |                 |                 |                   |               |  |  |            |            |  |  |        |        |
|  | Frédéric Caudron        | 2/58/31/13   |                 |                 |                   |               |  |  |            |            |  |  |        |        |
|  | Frédéric Caudron        | 2/58/31/13   | Martin Horn     | 0/18/13/4       |                   |               |  |  |            |            |  |  |        |        |
|  |                         |              | Martin Horn     | 0/18/13/4       |                   |               |  |  |            |            |  |  |        |        |
|  |                         |              |                 |                 | Dick Jaspers      | 3/45/14/15    |  |  |            |            |  |  |        |        |
|  | Dick Jaspers            | 3/52/28/11   |                 |                 | Dick Jaspers      | 3/45/14/15    |  |  |            |            |  |  |        |        |
|  | Dick Jaspers            | 3/52/28/11   |                 |                 |                   |               |  |  |            |            |  |  |        |        |
|  | Nkos Polychronopoulos   | 1/35/27/6    |                 |                 |                   |               |  |  |            |            |  |  |        |        |
|  | Nkos Polychronopoulos   | 1/35/27/6    | Dick Jaspers    | 3/65/28/11      |                   |               |  |  |            |            |  |  |        |        |
|  |                         |              | Dick Jaspers    | 3/65/28/11      |                   |               |  |  |            |            |  |  |        |        |
|  |                         |              |                 | Eddy Merckx     | 2/47/27/8         |               |  |  |            |            |  |  |        |        |
|  | Filipos Kasidokostas    | 0/12/21/3    |                 | Eddy Merckx     | 2/47/27/8         |               |  |  |            |            |  |  |        |        |
|  | Filipos Kasidokostas    | 0/12/21/3    |                 |                 |                   |               |  |  |            |            |  |  |        |        |
|  | Raimond Burgman         | 3/45/22/13   |                 |                 |                   |               |  |  |            |            |  |  |        |        |
|  | Raimond Burgman         | 3/45/22/13   | Raimond Burgman | 1/42/34/8       |                   |               |  |  |            |            |  |  |        |        |
|  |                         |              | Raimond Burgman | 1/42/34/8       |                   |               |  |  |            |            |  |  |        |        |
|  |                         |              |                 |                 | Eddy Merckx       | 3/52/35/11    |  |  |            |            |  |  |        |        |
|  | Eddy Merckx             | 3/59/40/12   |                 |                 | Eddy Merckx       | 3/52/35/11    |  |  |            |            |  |  |        |        |
|  | Eddy Merckx             | 3/59/40/12   |                 |                 |                   |               |  |  |            |            |  |  |        |        |
|  | Jozef Philipoom         | 1/34/39/7    |                 |                 |                   |               |  |  |            |            |  |  |        |        |
|  | Jozef Philipoom         | 1/34/39/7    | Eddy Merckx     | 3/62/34/8       |                   |               |  |  |            |            |  |  |        |        |
|  |                         |              | Eddy Merckx     | 3/62/34/8       |                   |               |  |  |            |            |  |  |        |        |
|  |                         |              |                 | Tayfun Taşdemir | 2/56/33/9         |               |  |  |            |            |  |  |        |        |
|  | Gerhard Kostistansky    | 2/56/49/6    |                 | Tayfun Taşdemir | 2/56/33/9         |               |  |  |            |            |  |  |        |        |
|  | Gerhard Kostistansky    | 2/56/49/6    |                 |                 |                   |               |  |  |            |            |  |  |        |        |
|  | Daniel Sánchez          | /64/49/6     |                 |                 |                   |               |  |  |            |            |  |  |        |        |
|  | Daniel Sánchez          | /64/49/6     | Daniel Sánchez  | 2/62/34/9       |                   |               |  |  |            |            |  |  |        |        |
|  |                         |              | Daniel Sánchez  | 2/62/34/9       |                   |               |  |  |            |            |  |  |        |        |
|  |                         |              |                 |                 | Tayfun Taşdemir   | 3/55/34/12    |  |  |            |            |  |  |        |        |
|  | Eddy Leppens            | 0/32/28/4    |                 |                 | Tayfun Taşdemir   | 3/55/34/12    |  |  |            |            |  |  |        |        |
|  | Eddy Leppens            | 0/32/28/4    |                 |                 |                   |               |  |  |            |            |  |  |        |        |
|  | Tayfun Taşdemir         | 3/45/29/7    |                 |                 |                   |               |  |  |            |            |  |  |        |        |

## Abschlusstabelle
| Endklassement   | Endklassement | Endklassement           | Endklassement | Endklassement | Endklassement | Endklassement | Endklassement | Endklassement | Endklassement | Endklassement |
| Phase           | Platz         | Name                    | MP            | SV            | Pkt.          | Aufn.         | GD            | BED           | BSD           | HS            |
| --------------- | ------------- | ----------------------- | ------------- | ------------- | ------------- | ------------- | ------------- | ------------- | ------------- | ------------- |
| Finale          | 1             | Dick Jaspers            | 14:0          | 18:6          | 321           | 148           | 2,168         | 3,124         | 15,000        | 15            |
| Finale          | 2             | Eddy Merckx             | 12:2          | 17:7          | 310           | 196           | 1,581         | 2,000         | 5,000         | 12            |
| Halb- finale    | 3             | Marco Zanetti           | 10:2          | 14:4          | 255           | 127           | 2,007         | 2,727         | 5,000         | 11            |
| Halb- finale    | 3             | Tayfun Taşdemir         | 10:2          | 14:7          | 270           | 189           | 1,428         | 1,791         | 3,750         | 12            |
| Viertel- finale | 5             | Daniel Sánchez          | 8:2           | 11:5          | 216           | 130           | 1,661         | 2,142         | 3,000         | 11            |
| Viertel- finale | 6             | Raimond Burgman         | 6:4           | 8:5           | 164           | 112           | 1,464         | 2,045         | 3,750         | 13            |
| Viertel- finale | 7             | Torbjörn Blomdahl       | 6:4           | 8:6           | 178           | 121           | 1,471         | 1,956         | 3,000         | 8             |
| Viertel- finale | 8             | Martin Horn             | 6:4           | 8:8           | 190           | 127           | 1,496         | 2,125         | 2,142         | 12            |
| Achtel- finale  | 9             | Frédéric Caudron        | 6:2           | 8:4           | 162           | 89            | 1,820         | 2,000         | 3,750         | 13            |
| Achtel- finale  | 10            | Filipos Kasidokostas    | 6:2           | 6:4           | 114           | 91            | 1,252         | 2,142         | 3,000         | 8             |
| Achtel- finale  | 11            | Gerhard Kostistansky    | 4:4           | 6:5           | 125           | 111           | 1,126         | 1,428         | 1,666         | 7             |
| Achtel- finale  | 12            | Javier Palazón          | 4:4           | 5:5           | 121           | 76            | 1,592         | 2,727         | 3,000         | 9             |
| Achtel- finale  | 13            | Nikos Polychronopoulos  | 4:4           | 5:5           | 117           | 92            | 1,271         | 1,363         | 1,875         | 6             |
| Achtel- finale  | 14            | Jozef Philipoom         | 4:4           | 5:5           | 107           | 101           | 1,059         | 1,764         | 1,875         | 8             |
| Achtel- finale  | 15            | Eddy Leppens            | 4:4           | 4:5           | 115           | 66            | 1,742         | 3,000         | 3,750         | 7             |
| Achtel- finale  | 16            | Christakis Christoforou | 4:4           | 5:6           | 134           | 122           | 1,098         | 1,333         | 2,142         | 6             |
| Gruppen- phase  | 17            | Adnan Yüksel            | 4:2           | 4:4           | 100           | 75            | 1,333         | 1,826         | 3,000         | 10            |
| Gruppen- phase  | 18            | Jérémy Bury             | 2:4           | 3:4           | 83            | 74            | 1,121         | 1,875         | 2,142         | 13            |
| Gruppen- phase  | 19            | Thorsten Frings         | 2:4           | 3:4           | 94            | 86            | 1,093         | 1,578         | 2,142         | 7             |
| Gruppen- phase  | 20            | Ihab El Messery         | 2:4           | 2:4           | 66            | 54            | 1,222         | 1,153         | 1,666         | 4             |
| Gruppen- phase  | 21            | Christian Rudolph       | 2:4           | 3:5           | 81            | 71            | 1,140         | 1,048         | 2,500         | 10            |
| Gruppen- phase  | 22            | Martin Bohac            | 2:4           | 2:4           | 53            | 71            | 0,746         | 1,000         | 1,153         | 6             |
| Gruppen- phase  | 23            | David Pennör            | 2:4           | 2:4           | 58            | 79            | 0,734         | 0,882         | 1,071         | 5             |
| Gruppen- phase  | 24            | Ramon Hamm              | 2:4           | 2:5           | 49            | 80            | 0,612         | 0,808         | 1,250         | 6             |
| Gruppen- phase  | 25            | Brian Zola Hansen       | 0:6           | 2:6           | 81            | 82            | 0,987         | –             | 2,142         | 5             |
| Gruppen- phase  | 26            | Slobodan Soro           | 0:6           | 2:6           | 70            | 103           | 0,697         | –             | 2,500         | 5             |
| Gruppen- phase  | 27            | Raúl Hernández          | 0:6           | 1:6           | 55            | 62            | 0,887         | –             | 1,875         | 4             |
| Gruppen- phase  | 28            | Ari Fagerström          | 0:6           | 1:6           | 47            | 65            | 0,723         | –             | 0,882         | 5             |
| Gruppen- phase  | 29            | Paulo Andrade           | 0:6           | 0:6           | 50            | 55            | 0,909         | –             | –             | 6             |
| Gruppen- phase  | 30            | Torsten Danielsson      | 0:6           | 0:6           | 45            | 64            | 0,703         | –             | –             | 5             |
| Gruppen- phase  | 31            | Bálász Léb              | 0:6           | 0:6           | 33            | 58            | 0,568         | –             | –             | 3             |
| Gruppen- phase  | 32            | Arie Salomon            | 0:6           | 0:6           | 22            | 58            | 0,379         | –             | –             | 3             |